# Distruptor
Disruptor è un videogioco sparatutto sviluppato da Insomniac Games e pubblicato nel 1996 da Universal Interactive Studios per PlayStation. Basato su Doom e originariamente previsto per 3DO, Disruptor è il primo gioco realizzato dalla software house statunitense.

## Critica
Nonostante fosse considerato un clone di Doom, il titolo è stato recensito positivamente da IGN che l'ha definito «uno dei migliori sparatutto in prima persona».